# غوانغميونغ
غوانغميونغ (بالكورية: 광명시)‏ هي مدينة تقع في مقاطعة غيونغي، كوريا الجنوبية. تحدها سول من الشرق والشمال والشمال الشرقي، وانيانغ من الجنوب الشرقي، وسيهيونغ من الجنوب الغربي، وبتشون من الشمال الشرقي.
تعد مدينة غوانغميونغ موطنًا لأحد أكبر متاجر إيكيا في العالم بمساحة 59000 متر مربع، بالإضافة إلى متجر كوسكو كبير ومتجر لوتي بريميوم أوتليت.

## التاريخ
كانت منطقة غوانغميونغ جزءًا من مقاطعة سيهونغ القديمة، كما هو الحال مع مناطق يونغديونغ وجورو وغيومتشيون. كانت تنتمي إلى البلدات الغربية والجنوبية من مقاطعة سيهونغ القديمة. في عام 1914، دمجت البلدتين في البلدة الغربية لمقاطعة سيهونغ "الموسعة".
في عام 1963، تم دمج الجزء الشمالي من منطقة غوانغميونغ (في ذلك الوقت، الجزء الشمالي من بلدة ويست في مقاطعة سيهونغ) في سول الموسعة (أي مناطق التخطيط الحضري في سول). كما هو الحال مع غواتشيون (في ذلك الوقت كانت غواتشيون بلدة في مقاطعة سيهونغ) وبلدة سيندو في مقاطعة غويانغ (الآن أجزاء من مدينة غويانغ، التي تحد سول). تم تطوير حي غوانغميونغ وتشيولسان كمنطقة سكنية بجوار العاصمة سول وكان من المخطط مؤقتًا دمجها إداريًا مع سول. في عام 1974، أصبح حي غوانغميونغ وحي تشيولسان جزءًا من فرع مقاطعة غوانغميونغ وفي عام 1979 أصبح الجزء الجنوبي من منطقة غوانغميونغ بلدة سوها. في عام 1981، فشلت عملية الضم إلى سول حيث أثار النمو السريع غير المتوقع في سول قلق المسؤولين الحكوميين بشكل كبير. ونتيجة لذلك، اندمج فرع مقاطعة غوانغميونغ وبلدة سوها وشكلا مدينة جديدة هي غوانغميونغ، بدلاً من ضمها إلى منطقة جورو، سول.
في الثمانينيات وأوائل التسعينيات، تم بناء العديد من المجمعات السكنية في تشولسان دونغ وهان دونغ. زاد عدد السكان حتى 300000. في عام 1995، تم تعديل حدود سول-غوانغميونغ، حيث تم دمج جزء صغير من تشولسان دونغ في منطقة كومتشيون التي تم إنشاؤها حديثًا في سول. في عام 2004، تم افتتاح محطة غوانغميونغ، وفي عام 2010، تم بناء مجمعات سكنية في سوها دونغ.

## المناطق
يوجد 18 منطقة إدارية (دونغ في اللغة الكورية، وتعني حي) في غوانغميونغ. وهي على وجه التحديد: غوانغميونغ دونغ (من 1 إلى 7؛ يُعرف غوانغميونغ 6 دونغ أيضًا باسم أوكغيل دونغ)، تشولسان دونغ (4 دونغ)، ها آن دونغ (4 دونغ)، سوها دونغ (دونغان؛ يُعرف الجزء الجنوبي من سوها دونغ 2 أيضًا باسم إيلغيك دونغ)، وهاك أون دونغ (غاهاك دونغ ونو أونسا دونغ). في عام 1995، تم التنازل عن جزء صغير من غوانغميونغ إلى منطقة كومتشيون التي تم إنشاؤها حديثًا في سول.

## نزاعات حول ضم بلدية سول
نظرًا لكونها جزءًا من مناطق التخطيط الحضري في سول حتى ديسمبر 1982، فإن المجال الحياتي في غوانغميونغ يشبه منطقة يونغديونغبو في سول، بدلاً من "المجال الحياتي لمقاطعة غيونغي الغربية" مثل بوتشون وانيانغ. يرتبط نظام مجاري الصرف الصحي بسول، على الرغم من أن أقرب محطة لمعالجة مياه الصرف الصحي تقع على الحدود بين غوانغميونغ وانيانغ، وتعتمد المدينة بشكل كبير على أنظمة الهاتف والنقل في سول (رمز الاتصال المحلي، رمز منطقة الهاتف لغوانغميونغ هو 02 في سول والعديد من حافلات سول وسيارات الأجرة تعمل في تلك المدينة)؛ يمكن رؤية إعلانات الشركات في منطقة يونغديونغبو بسهولة في المدينة. لا تنتمي غوانغميونغ إلى سول، ويجب على سكان غوانغميونغ الذهاب إلى مكتب محكمة المقاطعة ومعسكر تدريب جنود الاحتياط (في فرقة المشاة 51، فيلق العاصمة) في أنسان "الأبعد" بخلاف محكمة المقاطعة في سينغيونغ دونغ القريبة ومعسكر تدريب جنود الاحتياط (في فرقة المشاة 52) في انيانغ.
يزعم أنصار الدمج في سول أنه من خلال ضم المدينة إلى العاصمة سول، حيث تصبح مدينة غوانغميونغ التابعة لمقاطعة غيونغ منطقة غوانغميونغ في سول، يمكن حل الخلاف بين منطقة السكن والمناطق الإدارية، من حيث الحكم الحضري. كما يصرون على أنه من خلال الضم، يمكن لسكان غوانغميونغ الاستفادة من الخدمات الحضرية وحوكمة مدينة سول الحضرية، وخاصة في مجال النقل العام. قدم عضو البرلمان ورئيس بلدية غوانغميونغ السابق بايك جاي هيون مشروع قانون خاص بـ "الضم البلدي إلى سول من أجل غوانغميونغ" للمجلس في سبتمبر 2009، على الرغم من أن محاولته باءت بالفشل في النهاية. يصر المعارضون على أن الضم من شأنه أن يشوه الحكم الذاتي البلدي في غوانغميونغ ومن شأنه أيضًا أن يؤدي إلى تفاقم التنمية المتوازنة للمناطق غير العاصمة على المستوى الوطني. كانت الحكومة المركزية قد اقترحت ذات مرة دمج مدينة غوانغميونغ مع مدينة بوتشون بدلاً من ضمها إلى سول.

## التعليم
يوجد في غوانغميونغ تسع مدارس ثانوية وعشر مدارس متوسطة و21 مدرسة ابتدائية. قبل عام 2013، كان على طلاب المدارس المتوسطة الراغبين في الالتحاق بالمدرسة الثانوية اجتياز امتحان القبول. تشتهر مدرسة غوانغميونغ بوك الثانوية ومدرسة غينسونغ الثانوية تقليديًا بمستويات أعلى من القدرة الأكاديمية للطلاب.